# República de Cuba (1902–1959)
República de Cuba de 1902 a 1959 refere-se ao período histórico em Cuba a partir de 1902, quando Cuba se separou do domínio estadunidense logo após a Guerra Hispano-Americana que retirou Cuba do domínio espanhol em 1898, até a Revolução Cubana de 1959. A independência cubana dos Estados Unidos foi garantida na Emenda Platt proposta ao Congresso dos Estados Unidos em 1901.  Foi oficialmente uma democracia representativa, ainda que por vezes tornou-se controlada por uma junta militar. A Revolução Cubana de 1959 alterou massivamente a sociedade cubana, criando um Estado socialista e encerrando o domínio econômico estadunidense em Cuba.
Cuba durante este tempo tem sido considerada como um Estado cliente dos Estados Unidos.  Em 1934, Cuba e os Estados Unidos assinaram o Tratado de Relações no qual Cuba foi obrigada a dar tratamento preferencial de sua economia para os Estados Unidos, em troca os Estados Unidos dariam a Cuba uma quota garantida de 22 por cento do mercado do açúcar estadunidense, que mais tarde seria alterado para 49 por cento em 1949. 

## Governos independentes iniciais

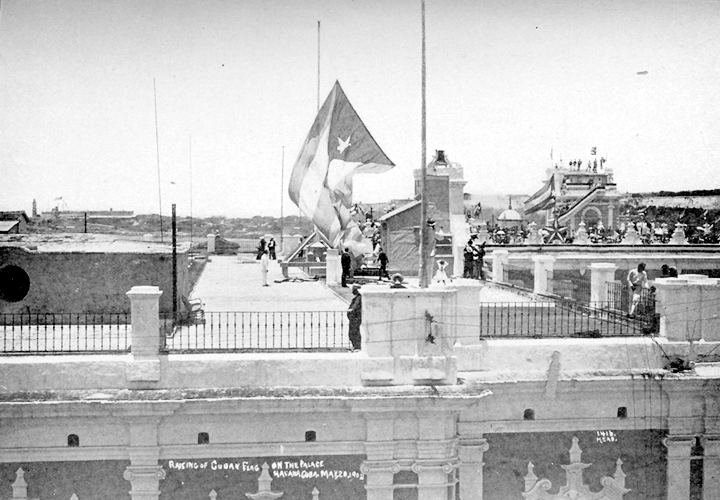
Hasteamento da bandeira cubana no Palácio do Governador Geral na tarde de 20 de maio de 1902.

Após a Guerra Hispano-Americana, a Espanha e os Estados Unidos assinaram o Tratado de Paris (1898), pelo qual a Espanha cedeu Puerto Rico, Filipinas e Guam para os Estados Unidos pela soma de $20 milhões.  Cuba obteve independência formal dos Estados Unidos em 20 de maio de 1902, como República de Cuba.  Sob a nova constituição cubana, os estadunidenses mantiveram o direito de intervir nos assuntos cubanos e de supervisionar as suas finanças e as relações exteriores. Sob a Emenda Platt, os Estados Unidos arrendaram a base naval da Baía de Guantánamo de Cuba.
Após as eleições disputadas em 1906, o primeiro presidente, Tomás Estrada Palma, enfrentou uma revolta armada por veteranos da guerra pela independência que derrotaram as forças escassas do governo.  Os Estados Unidos intervieram ocupando Cuba e nomeando Charles Edward Magoon como governador por três anos. Historiadores cubanos têm atribuído ao governo de Magoon como tendo introduzido a corrupção política e social.  Em 1908, o autogoverno foi restaurado quando José Miguel Gómez foi eleito presidente, porém os Estados Unidos continuariam intervindo nos assuntos cubanos. Em 1912, o Partido Independiente de Color tentou estabelecer uma república negra separada na Província Oriente, mas foi suprimida pelo general Monteagudo com banho de sangue considerável.
Em 1924, Gerardo Machado foi eleito presidente. Durante sua gestão, o turismo aumentou significativamente e hotéis e restaurantes de propriedade estadunidense foram construídos para acomodar o afluxo de turistas. O crescimento turístico levou a aumentos em jogos de azar e prostituição.  O  Crash de Wall Street de 1929 conduziria à queda abrupta do preço do açúcar, a distúrbios políticos e repressão.  Manifestantes estudantis, conhecidos como a Geração de 1930, se voltaram à violência em oposição ao cada vez mais impopular Gerardo Machado.  Uma greve geral (na qual o Partido Comunista se alinhou com Machado),  revoltas entre os trabalhadores açucareiros, e uma revolta do exército forçariam Machado a se exilar em agosto de 1933. Foi substituído por Carlos Manuel de Céspedes y Quesada. 

## Revolução de 1933

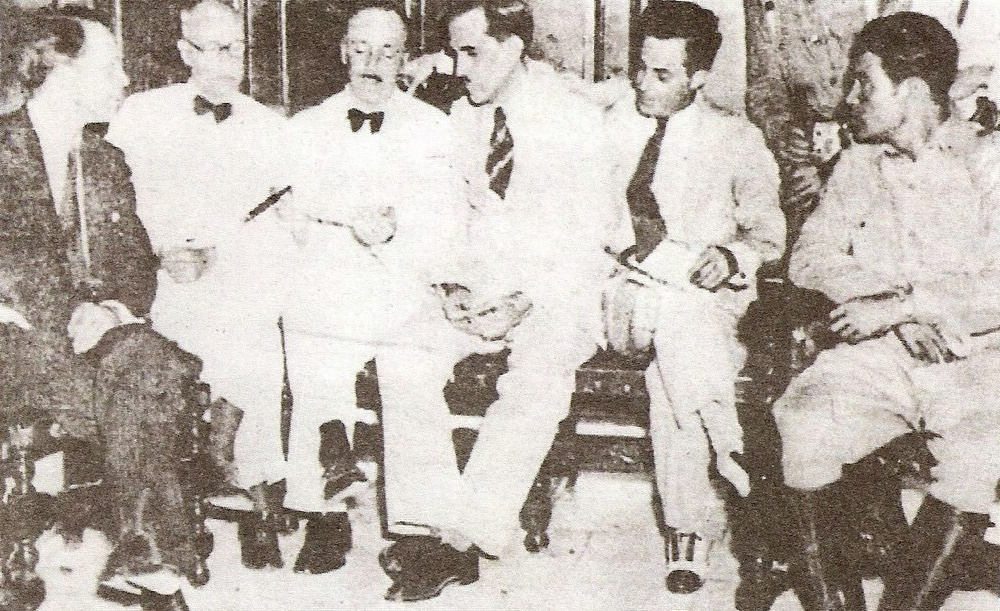
A Pentarquia de 1933. Fulgencio Batista, que controlava as forças armadas, aparece na extrema direita.

Em setembro de 1933, a Revolta dos Sargentos, liderada pelo sargento Fulgencio Batista, derrubou Cespedes.  O general Alberto Herrera atuou brevemente como presidente (12-13 de agosto), seguido de Carlos Manuel de Céspedes y Quesada de 13 de agosto até 5 de setembro de 1933. Um comitê executivo de cinco membros (a Pentarquia de 1933) foi escolhido para chefiar um governo provisório.  Eles seriam expulsos por uma organização liderada por estudantes, o Diretório Estudantil, e Ramón Grau San Martín foi então nomeado como presidente provisório.  Grau renunciou em 1934, após o qual Batista dominaria a política cubana pelos próximos 25 anos, num primeiro momento através de uma série de presidentes fantoches.  O período de 1933 a 1937 foi um período de "guerra social e política praticamente incessante".

## Constituição de 1940
Uma nova Constituição foi adotada em 1940, a qual projetava ideias progressistas radicais, incluindo o direito ao trabalho e cuidados de saúde. Batista foi eleito presidente no mesmo ano, exercendo o cargo até 1944.  Ele é, até o momento, o único cubano não branco a obter o mais alto cargo político do país.  Seu governo realizou importantes reformas sociais. Vários membros do Partido Comunista ocupariam cargos sob sua administração.  As forças armadas cubanas não estiveram muito envolvidas em combates durante a Segunda Guerra Mundial, embora o presidente Batista sugerisse um ataque conjunto estadunidense-latino americano a Espanha Franquista a fim de derrubar o seu regime autoritário.
Batista aderiu as restrições da Constituição de 1940 que impediam a sua reeleição.  Ramón Grau San Martin seria o vencedor da próxima eleição em 1944.  Grau corroeu ainda mais a base da legitimidade do então oscilante sistema político cubano, em particular, minando os profundamente falhos, embora não inteiramente ineficazes, Congresso e Suprema Corte.  Carlos Prío Socarrás, um protegido de Grau, tornou-se presidente em 1948.  Nos dois mandatos do Partido Auténtico observou-se um influxo de investimento que propiciou um crescimento e elevou o padrão de vida para todos os segmentos da sociedade e criou uma classe média próspera na maioria das áreas urbanas. [carece de fontes?]

## Golpe de Batista

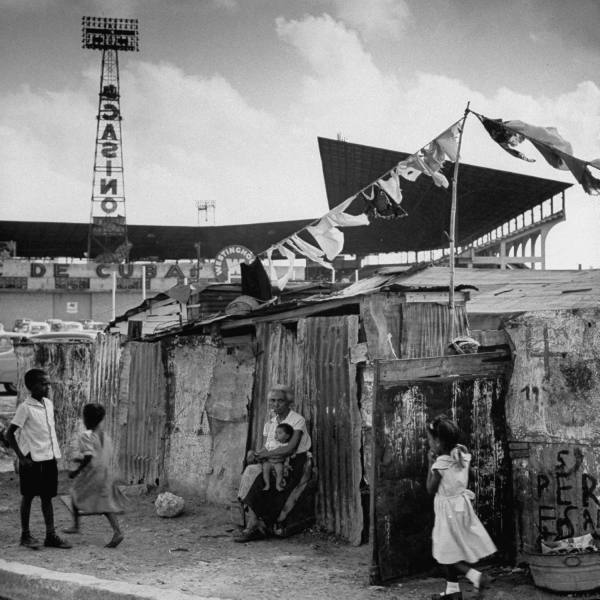
Favela (bohio) em Havana, Cuba, em 1954, do lado de fora do estádio de beisebol de Havana. Ao fundo está a publicidade de um casino nas proximidades.

Depois de concorrer sem sucesso a presidência em 1952, Batista organizou um golpe de Estado.  Ele proibiria o Partido Comunista de Cuba em 1952.  Cuba tinha os índices de consumo per capita mais elevados da América Latina de carne, legumes, cereais, automóveis, telefones e rádios, embora cerca de um terço da população era considerada pobre e desfrutasse relativamente pouco desse consumo. 
Em 1958, Cuba era um país relativamente bem avançado para os padrões latino-americanos, e em alguns casos para os padrões mundiais.  Por outro lado, era afetada talvez pelos maiores privilégios sindicais da América Latina, incluindo a proibição de demissões e mecanização. Isto, era obtido em grande medida "à custa dos desempregados e dos camponeses" levando a disparidades.  Entre 1933 e 1958, Cuba estendeu enormemente as regulamentações econômicas, causando problemas econômicos.  O desemprego tornou-se um problema, visto que os graduados que entravam no mercado de trabalho não conseguiam encontrar empregos.   A classe média, que era comparável à dos Estados Unidos, tornou-se cada vez mais insatisfeita com o desemprego e a perseguição política. Os sindicatos apoiaram Batista até o fim.  Batista permaneceu no poder até ser forçado ao exílio em dezembro de 1958. 